# Pro Knigi
Die Zeitschrift für Bibliophilie Pro Knigi (russisch „Про книги. Журнал библиофила“) ist eine illustrierte, vierteljährliche, populärwissenschaftliche Zeitschrift, die alte Bücher untersucht und verschiedene Themen der Bibliophilie und Geschichte des Büchersammelns beleuchtet. Die Zeitschrift wird seit 2007 in Moskau veröffentlicht und hat eine Auflage von 2.000 Exemplaren, die sowohl im Einzelhandel wie auch als Abonnement vertrieben wird.

## Gründung
„Pro Knigi“ („Über Bücher“) wurde als Nachfolger in der Tradition der bibliophilen Periodika Anfang des 20. Jahrhunderts konzipiert. Als Vorgänger der Zeitschrift kann man die periodischen Druckschriften nennen, die vom Buchhändler und Buchsammler N. Solowjow veröffentlicht wurden: „Antique“ (1902–1903) und „Russische bibliophile“ (1911–1916). Die Redaktion der Zeitschrift „Pro Knigi“ („Über Bücher“) leitet Michail Wadimowitsch Seslawinski seit 2008.

## Inhalt
In den letzten Jahren wurde „Pro Knigi“ („Über Bücher“) in eine Enzyklopädie des bibliophilen Lebens des einundzwanzigsten Jahrhunderts verwandelt. Jedes Heft der Zeitschrift enthält Artikel über russische und ausländische Raritätsbücher, exklusive Archivmaterialien, Ergebnisse der wichtigsten Auktionen in Russland, Europa und den Vereinigten Staaten und auch die so genannten „bibliophilen Spaziergänge“, i. e. bibliophile Einblicke in viele Städte der Welt. Auf den Seiten der Zeitschrift findet man eine besondere Rubrik, die „Porträts von Bibliophilen und Buchkennern“. Sie beinhaltet Gespräche und Interviews mit wichtigen bibliophilen Personen.
Einige Ausgaben sind den wichtigsten Ereignissen der russischen Buchkultur gewidmet, z. B. dem 130. Geburtstag des russischen Dichters A. Block (2010 Nr. 3), oder dem 200. Geburtstag des russischen Schriftstellers N. Gogol (2009 Nr. 1).
Die Artikelschreiber sind Mitglieder der Nationalen Union der Bibliophilen, führende Mitarbeiter der russischen Staatsbibliothek in Moskau und Sankt Petersburg, von Museen und Galerien, Historiker sowie professionelle Buchhändler.

## Medaille „Für den persönlichen Beitrag zur Entwicklung der vaterländischen Bibliophilie zu Ehren von N. Smirnov-Sokolsky“
In Zusammenarbeit mit der Nationalen Union der Bibliophilen führte Pro Knigi die Medaille „Für persönlichen Beitrag zur Entwicklung der vaterländischen Bibliophilie zu Ehren von N. Smirnov-Sokolsky“ ein. Geehrt wurden bisher O. Lasunsky, V. Petritzkij, L. Chertkov (2013) und Y. Berdichevsky (2014).